# 文游台
文游台，位于江苏省扬州市高邮市人民路507号，是中华人民共和国江苏省文物保护单位之一。
1995年4月19日，授予江苏省文物保护单位，是一座古建筑及历史纪念建筑物。

## 高邮1931年特大洪水及运堤修复展览

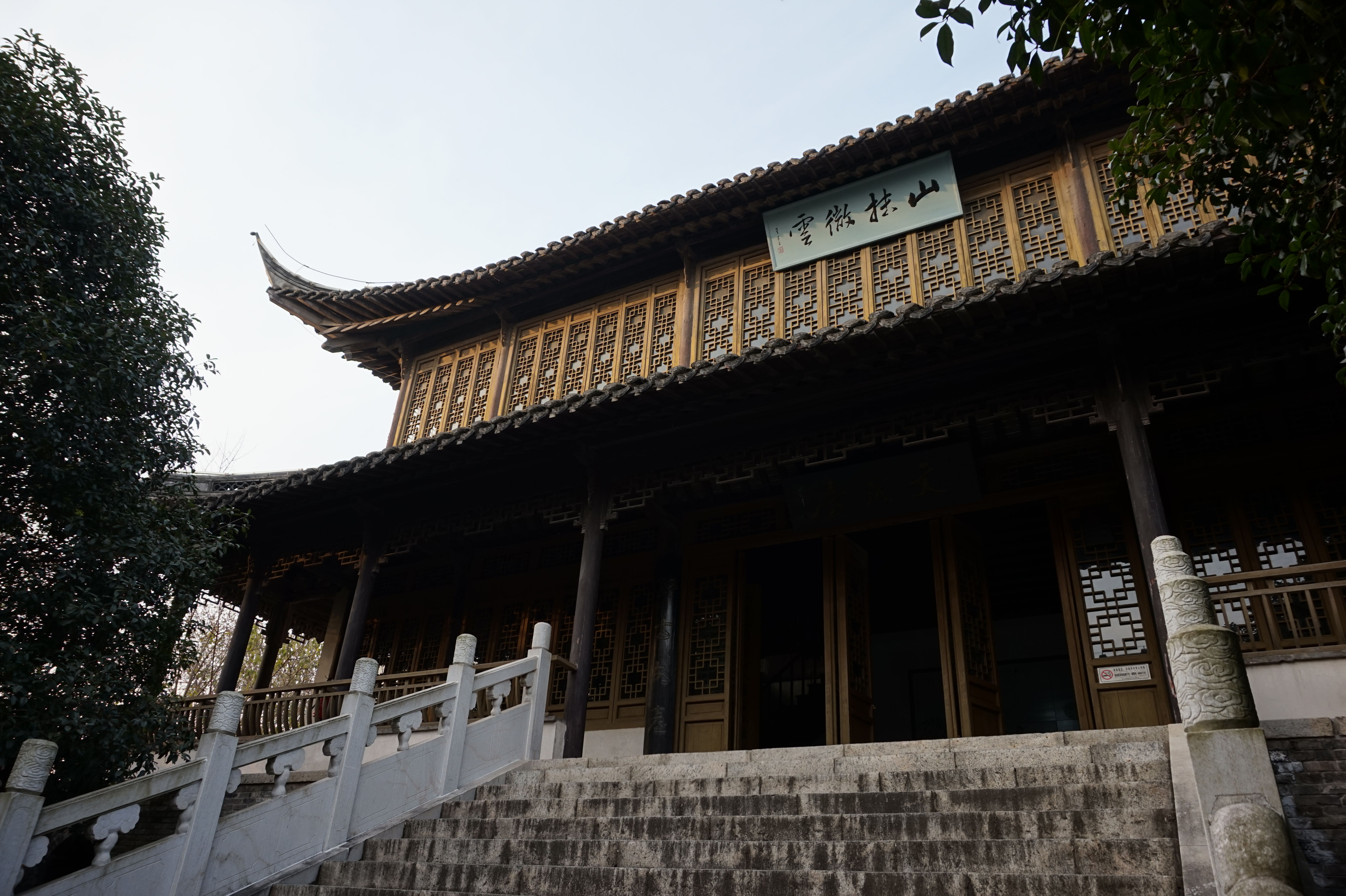
高邮文游台。

2005年12月30日，文游台內開設「水鉴馆」，作為「高邮1931年特大洪水及运堤修复展览」圖片展的展廳，CCTV-9紀錄頻道有专题片報導。館內照片大多由Steve Harnsberger提供。Steve Harnsberger是美南長老會駐泰州傳教士何伯葵的孫子，1931年江淮水災後尤其高郵湖缺堤後，1932年2月，何伯葵作为上海华洋义赈会委派的总监，带着40万银元来到高邮，工作到該年深秋。Steve Harnsberger積極搜尋史料，尤其歷史照片，並捐出給「水鉴馆」，開館當日到場主禮。「水鉴馆」館藏包括美国著名飞机师查尔斯·林德伯格在水灾后航空摄影测量灾区照片及其航空日記《North to the Orient》。